# Cavibelonia
De Cavibelonia is een orde van weekdieren uit de klasse Solenogastres (wormmollusken).

## Families
- Acanthomeniidae Salvini-Plawen, 1978
- Amphimeniidae Salvini-Plawen, 1972
- Drepanomeniidae Salvini-Plawen, 1978
- Epimeniidae Salvini-Plawen, 1978
- Notomeniidae Salvini-Plawen, 2004
- Proneomeniidae Mitchell, 1892
- Pruvotinidae Heath, 1911
- Rhipidoherpiidae Salvini-Plawen, 1978
- Rhopalomeniidae Salvini-Plawen, 1978
- Simrothiellidae Salvini-Plawen, 1978
- Strophomeniidae Salvini-Plawen, 1978
- Syngenoherpiidae Salvini-Plawen, 1978